# Metapelma compressipes
Metapelma compressipes is een vliesvleugelig insect uit de familie Eupelmidae. De wetenschappelijke naam is voor het eerst geldig gepubliceerd in 1909 door Cameron.